# 哈兰塞
哈兰塞，是西班牙巴伦西亚自治区巴伦西亚省的一个市镇。总面积95平方公里，总人口1021人（2001年），人口密度11人/平方公里。